# Автопортрет (Бандінеллі)
«Автопортрет» — картина художника і скульптора доби маньєризму в Італії Баччо Бандінеллі.

## Конфліктний Бандінеллі
Син ювеліра Мікеле Аньоло ді Вівіано з Флоренції. Навчався в майстерні скульптора Джан Франческо Рустічі . Уславився з 1514 р.після створення статуї Апостола Петра для кафедрального собору Флоренції — Санта Марія дель Фйоре . У 1515 р отримав запрошення на працю в Рим від папи римського Лева 10-го, флорентійця за походженням. Як усі тодішні майстри захоплювався вивченням античних зразків скульптури, що випадково збереглися після варварського середньовіччя. В Римі того часу почали активно розкопувати руїни. Серед знахідок була і скульптурна група «Лаокоон», реставрацію якої доручили саме Баччо. Зробив він і мармурову копію скульптури.
Неврівноважений Бандінеллі болісно заздрів уславленому скульптору Мікеланджело, манеру якого всіляко вивчав і використовував в своїх творах. Але Мікеланджело забрали до папського Риму і він не був конкурентом Баччо Бандінеллі хоча б у Флоренції. Відчував, що його талант менший за попередників і страждав через це. Ще гірші відносини мав з флорентійцемБенвенуто Челліні, до якого ставився просто ворожо. Челліні і сам мав неврівноважений характер, страждав від агресії оточення і свого важкого характеру, але був значно обдарованішим за Баччо.

## Автопортрет
Баччо мав добру художню освіту і уславився і як скульптор, і як малювальник.
На автопортреті ми бачимо бородатого майстра якраз зі старанно виконаним малюнком (поединок Геракла з Антеєм). Декотрою перевагою Баччо було добре знання анатомії людини, яким він і вихваляється на автопортреті. Дивує занадто елегантна, нещіра, вигадано красива поза. Він мов танцював і на мить присів для позування. Портрет має всі ознаки великої майстерності і великих недоліків стилю маньєризм — ядучі фарби, штучні і занадто красиві пози, віртуозність виконання і похваляння цією віртуозністю попри правду і щирість.